# Худяков, Александр Алексеевич
Александр Алексеевич Худяков (18 апреля 1906, Ногуши, Уфимская губерния — 6 апреля 1944) — механик-водитель танка 2-го танкового батальона (45-я гвардейская танковая бригада, 11-й гвардейский танковый корпус, 1-я гвардейская танковая армия, 1-й Украинский фронт), Герой Советского Союза.

## Биография
Худяков Александр Алексеевич родился 18 апреля 1906 года в селе Ногуши (ныне — Белокатайский район Башкирии). Русский. Окончил 7 классов школы.
Работал в домашнем хозяйстве, с 1930 года работал в колхозе, с 1936 года — заведующим столовой Центрального аэродрома Москвы.
В Красную Армию призван в июле 1941 года Ухтомским райвоенкоматом Московской области.
Служил механиком-водителем танка 2-го танкового батальона (45-я гвардейская танковая бригада, 11-й гвардейский танковый корпус, 1-я гвардейская танковая армия, 1-й Украинский фронт).
Погиб 6 апреля 1944 года. Похоронен в селе Касперовцы Тернопольской области.
Указом Президиума Верховного Совета СССР от 26 апреля 1944 года за образцовое выполнение боевых заданий командования и проявленные при этом геройство и мужество гвардии старшине Худякову Александру Алексеевичу посмертно присвоено звание Героя Советского Союза.

## Подвиг
Гвардии старшина А. А. Худяков особо отличился при форсировании рек Днестр и Прут, а также при освобождении города Черновцы.
Из наградного листа на А. А. Худякова: «25 марта 1944 года батальон, преследуя противника, вышел к реке Днестр, первым достиг реки танк, где механик гвардии старшина Худяков и вступил в бой за переправу. Экипаж уничтожил в бою за переправу: пушек — 1, миномётов — 3, автомашин — 6 и до 30 автоматчиков. Тов. Худяков первым форсировал р. Днестр и вступил в бой за овладение плацдармом на правом берегу реки, в результате которого уничтожил: танков — 2, автомашин — 3, и до 60 автоматчиков противника…
Развивая успех наступления батальона, тов. Худяков 28.03.44 г. первым форсировал реку Прут… и вступил в бой за город Черновцы. В бою за город Черновцы 28.03.44 г. тов. Худяков со своим экипажем уничтожил 2 миномёта, 5 пулемётов и до 20 автоматчиков… 29.03.44 г. первым ворвался в город Черновцы. При взятии Черновцы сам Худяков уничтожил 2 пушки, танк, 4 пулемёта и до 45 гитлеровцев…».

## Память
Именем Героя названы улицы в городах Нязепетровск Челябинской области, Черновцы (Украина) и установлены мемориальные доски. В 2014 году в Черновцах улице вернули историческое название — Почтовая.

## Награды
- Герой Советского Союза (26 апреля 1944, медаль «Золотая Звезда»)[4];
- орден Ленина (26 апреля 1944)[4];
- медаль «За боевые заслуги» (2 января 1944)[6].